# Дієч
Дієч (рум. Dieci) — село у повіті Арад в Румунії. Адміністративний центр комуни Дієч.
Село розташоване на відстані 366 км на північний захід від Бухареста, 73 км на схід від Арада, 115 км на південний захід від Клуж-Напоки, 100 км на північний схід від Тімішоари.

## Населення
За даними перепису населення 2002 року у селі проживали 794 особи, з них 793 особи (99,9%) румунів. Усі жителі села рідною мовою назвали румунську.